# Reitter-gőzmalom (Dunaföldvár)

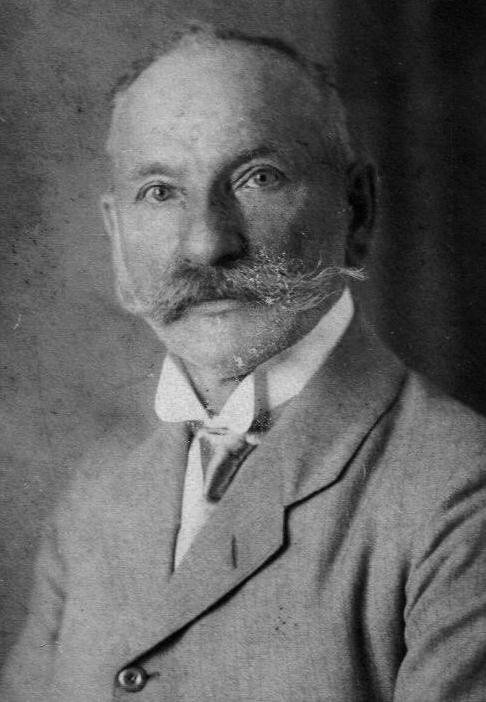
Reitter Ferencz 1910 körül

A dunaföldvári Reitter-gőzmalmot 1884-ben alapították. Alapítója és tulajdonosa Reitter Ferenc volt (Dunapentele, 1855 – Dunaföldvár, 1918. február), aki 1881-ben költözött Dunaföldvárra. 
A ma működő malomhoz vezető utca azonban nem róla, hanem apjáról, Reitter Józsefről kapta a nevét.

## Története
Magyarországon a malomiparban az 1850-es években tértek rá a gőzgépek alkalmazására. Nem csupán Dunaföldváron, de országosan is összefüggött a modern ipar kialakulása a mezőgazdasággal.
Reitter Ferenc dunaföldvári malmának kezdeti teljesítménye 24 mázsa búza/nap volt, a gabonát természetesen már gépi erővel dolgozták fel. Amikor Reitter Ferenc anyagilag megerősödött, korszerűsíteni kezdte az üzemet. Németországból hozatott gépeket, amelyek szívógázas motorral működtek, többségük már az 1800-as évek végén is. 1890-ben Reitter egy hatkabinos fürdőt is létesített, 1898-ban pedig saját gőzmalma és fürdője ellátására artézi kutat készített. Ez volt Dunaföldváron az első artézi kút. 
Ebben az időben a búzát gabonakereskedők hozták, akik azt a malomnak nagy haszonnal adták tovább.
Magának a lisztnek az értékesítését a malom végezte. A környező települések gazdái viszont saját búzájukat hozták őrlésre, amit haza is szállítottak. A malom dolgozóinak létszáma 20 fő volt, közülük 14-en a gépeknél dolgoztak.
Az üzem felújítási költségei azonban nem térültek meg a bevételekből.  A település és a környék jómódú parasztsága azonban részvényeket vásárolt, és 1919-ben megalakult a Dunaföldvári Polgári Gőzmalom Részvénytársaság. Nyereségesen termelni a gazdasági válság időszakában sem tudott, mert a munka irányításába részvényesi jogon hozzá nem értők is beleszóltak, másrészt a válság a mezőgazdaságban is fokozatosan jelentkezett.
A városban nem csak a gőzmalom, hanem a helyi Erzsébet téren fúratott artézi kút is Reitter Ferenc nevéhez fűződik. 1905 júliusában a község pályázatot hirdetett a térre egy szökőkút elkészítésére. A munkát Reitter vállalta és 1906 augusztusában el is kezdte, de műszaki nehézségek miatt a 157 m mély kút fúrását csak 1907 nyarán fejezte be. A föld feletti részt Melocco Péter budapesti gyáros készítettte. A kutat hivatalosan csak 1908-ban adták át; átadása után száz évvel is helyén állt.
1918-ban részvénytársaság alakult egy új dunaföldvári gőzmalom felállítására. Reitter februárban meghalt, malmát az új cég megvásárolta és tovább működtette, de még ugyanebben az évben megkezdte egy új malom építését. Ez a malom – erősen átalakítva – ma is működik.
A Reitter-féle malomról és annak sorsáról más vélemény is ismeretes.

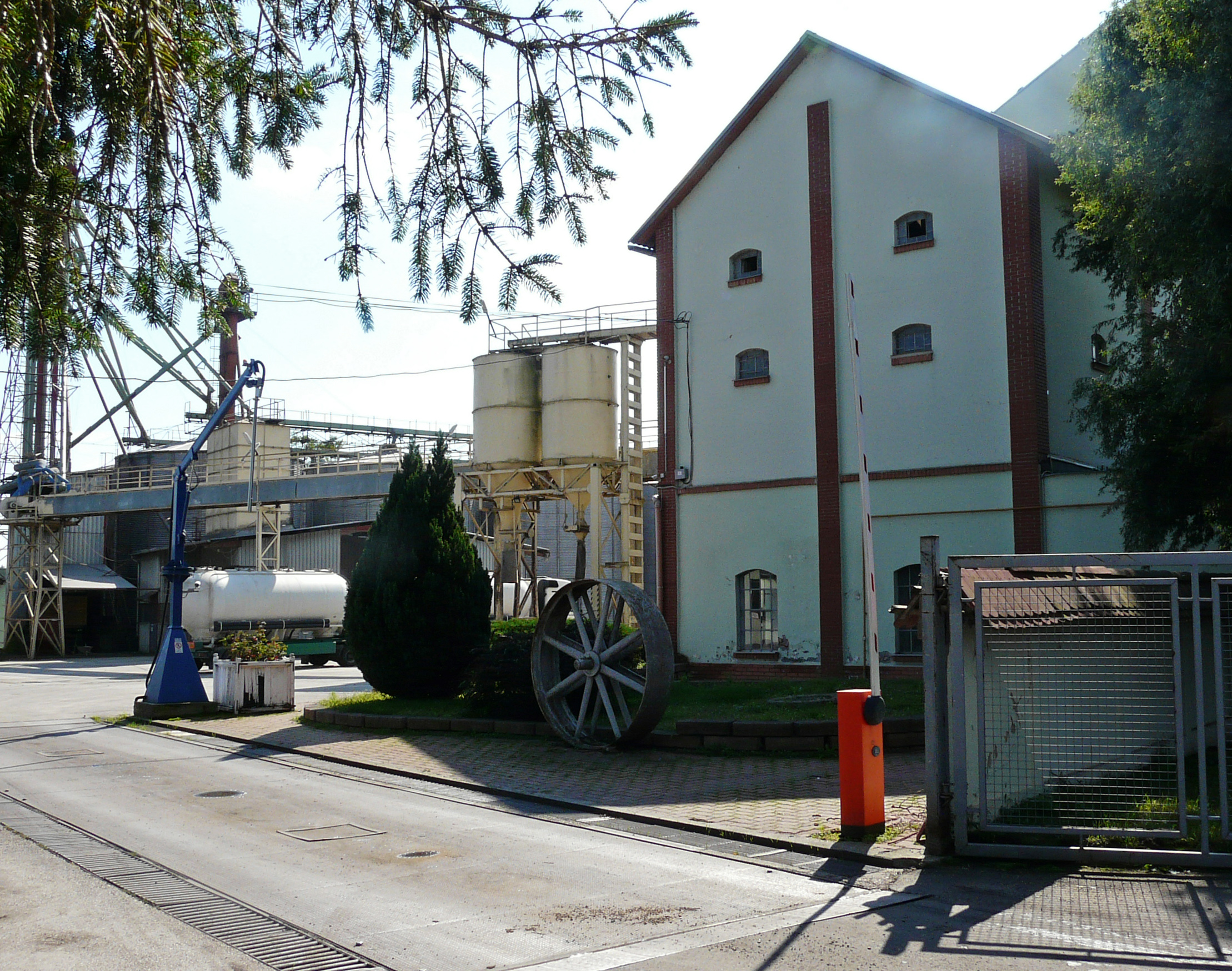
A dunaföldvári malom 2010-ben
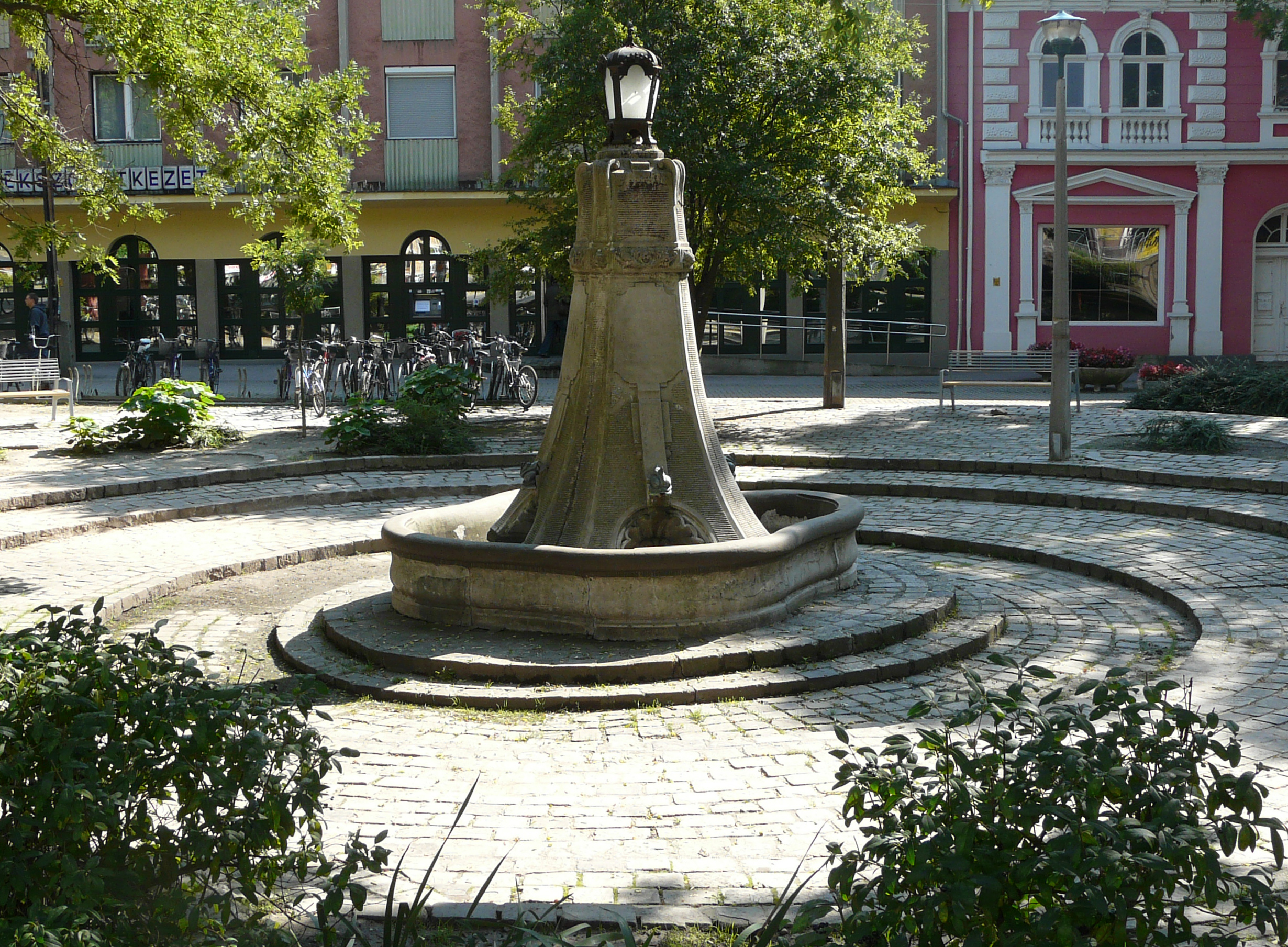
A szökőkút a dunaföldvári Erzsébet téren
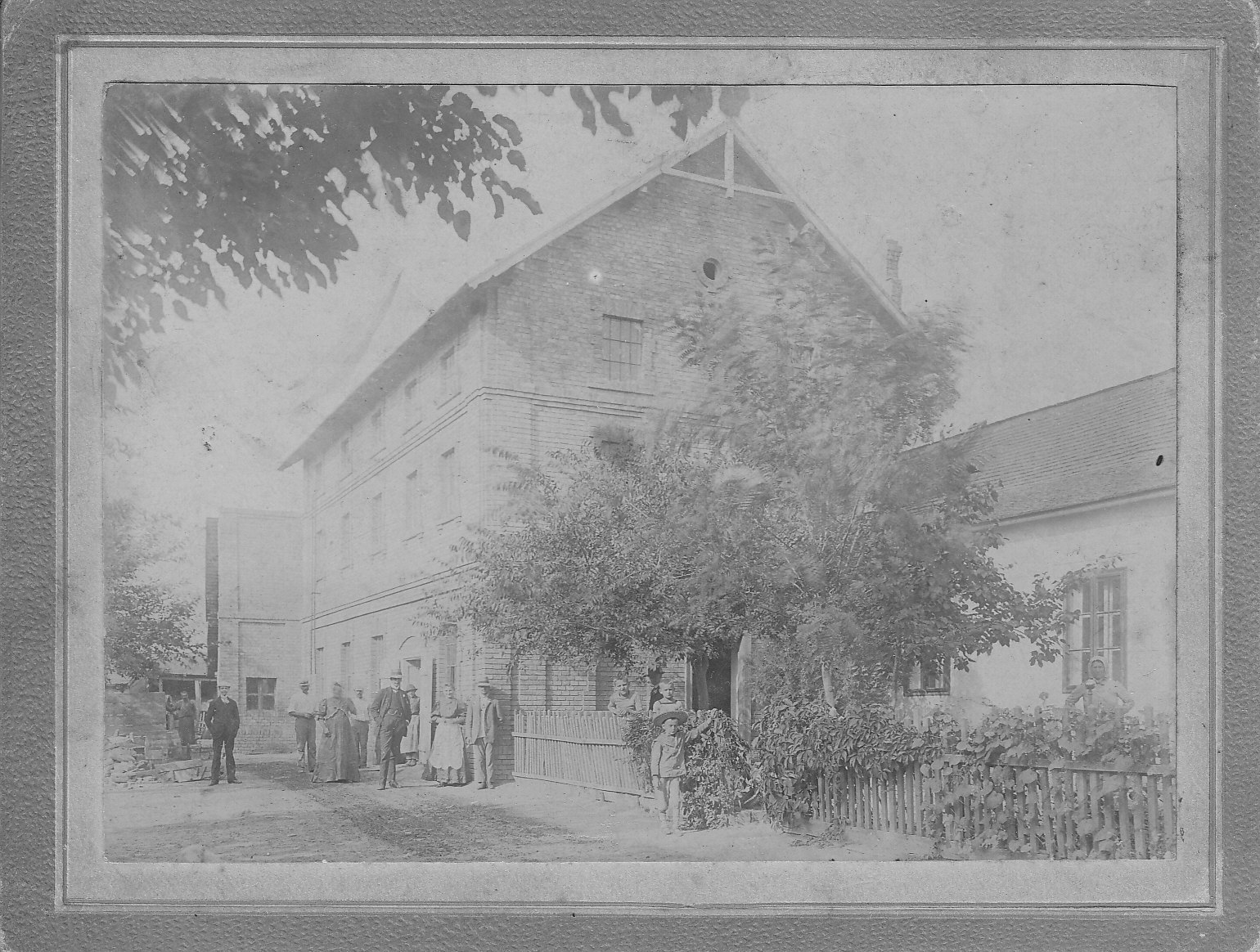
1915-ös fénykép